# 8477 Andrejkiselev
8477 Andrejkiselev è un asteroide della fascia principale. Scoperto nel 1986, presenta un'orbita caratterizzata da un semiasse maggiore pari a 2,2035231 UA e da un'eccentricità di 0,1609100, inclinata di 2,16443° rispetto all'eclittica.